# Franz Monjau

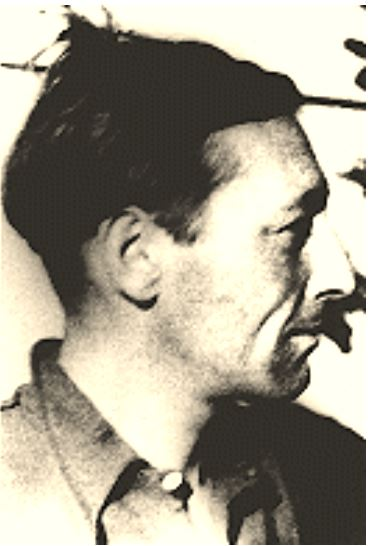
Franz Monjau

Franz Monjau (* 30. Januar 1903 in Köln; † 28. Februar 1945 im Außenlager Ohrdruf (S III) des KZ Buchenwald) war ein deutscher Maler und Kunstpädagoge.

## Leben
Franz Monjau wurde 1903 als Kind katholischer Eltern in Köln geboren. Sein Vater Max Monjau war Fabrikant in Barmen; seine Mutter Paula, eine geborene Meyer, stammte aus einer der jüdischen Weinhändler-Familie aus Mainz. Um 1910 siedelte die Familie nach Düsseldorf, wo der Vater sich als Hauptvertreter der Zigarettenfabrik A. M. Eckstein Söhne niederließ und Franz Monjau die Vorschule des städtischen Reform-Realgymnasiums an der Rethelstraße besuchte. Mit neun Jahren wechselte Franz Monjau an die Hindenburgschule in der Klosterstraße (heute Humboldt-Gymnasium) und schloss hier 1922 mit dem Reifezeugnis ab. Von 1922 bis 1926 studierte Franz Monjau an der Kunstakademie Düsseldorf bei Willy Spatz und zuletzt als Meisterschüler bei Heinrich Nauen. Als freischaffender Maler wurde er 1926 Mitglied des Jungen Rheinland und später der Rheinischen Sezession. Er verstand sich als progressiver Künstler und stand politisch der KPD nahe. Einen seiner ersten großen Aufträge erhielt er 1926 anlässlich der GeSoLei. In Zusammenarbeit mit Walter Lehmann und Emil Pohle fertigte Monjau einen Wandfries im Rheingoldsaal (Kaffeesaal) der Rheinterrasse und für die Abteilung „Geschichte der Medizin und der Naturwissenschaften“ malte er im Auftrag der Akademie je ein Gemälde des Scholastiker Albertus Magnus und den Arzt und Gegner der Hexenverfolgung Johann Weyer. Mit dem Honorar des Auftrags ermöglichte Monjau sich einen mehrmonatigen Aufenthalt in Paris. 
Am 10. Mai 1930 heiratete Monjau die ausgebildete Gymnastiklehrerin Marie Mertens (1903–1997), genannt Mieke, die er im Jahr zuvor auf einer Karnevalsfeier kennen gelernt hatte. Von 1931 bis 1933 war er Studienreferendar (Werklehrer) in Duisburg und in Düsseldorf am Real-Gymnasium in der Rethelstraße. Er hatte hierzu ab 1928 an der Universität Köln Vorlesungen im Bereich der Erziehungswissenschaft und Psychologie belegt, so wie auch Kunstgeschichte, um sein Kunststudium mit einer Ausbildung zum Kunstpädagogen zu erweitern. 
Im Rahmen einer Verhaftungswelle gegen „Flugblattverteiler und Funktionäre“ im Umfeld der KPD wurden Franz und Mieke Monjau und Freunde im Juni 1933 kurzzeitig von den Nationalsozialisten inhaftiert. Unter den Verhafteten waren auch Karl Schwesig, Hanns Kralik und Julo Levin, mit welchem Monjau zusammen an der Kunstakademie studiert hatte. Der Studienreferendar Monjau wurde, aufgrund des Gesetzes zur Wiederherstellung des Berufsbeamtentums, zwangsbeurlaubt, konnte die pädagogische Prüfung nicht ablegen, und im September 1933 erfolgte die Entlassung aus dem Staatsdienst, so wie in Folge der Ausschluss aus der Reichskammer der Bildenden Künste. 

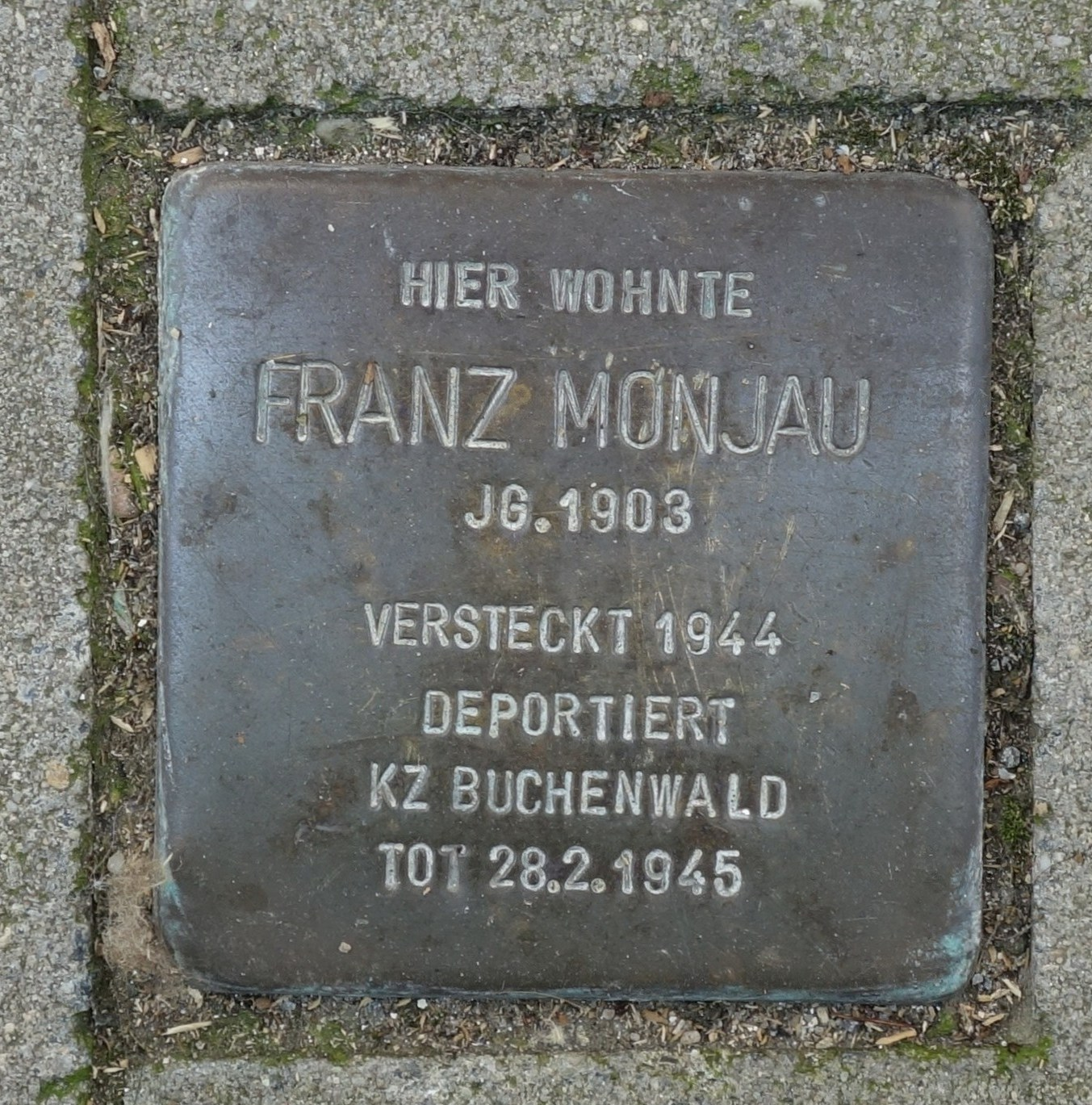
Stolperstein Franz Monjau, Leopoldstraße 22

Von 1936 bis 1938 lehrte er als Zeichenlehrer an der privaten „jüdischen Volksschule“ an der Kasernenstraße. In dieser Zeit fertigte er Malstudien am Rhein, an der Nordsee, in Holland und in Belgien. Bis Ende 1941 erteilte Monjau illegal Zeichenunterricht, auch an verschiedenen jüdischen Schulen in Berlin, da seine Frau dort seit 1941 lebte und arbeitete. Kurz vor Ausbruch des Zweiten Weltkriegs hatte Monjau eine Umschulung durch das Arbeitsamt zum technischen Zeichner erhalten und wurde Mitarbeiter in der Firma Alphons Custodis, welche im Feuerungs- und Schornsteinbau tätig war.
Seine Mutter Paula Monjau, seit ca. 1935 Witwe, wohnte noch 1936 in der Helmholtzstraße 53, in 1940 Litzmannstraße 22. Nach der Deportation seiner Mutter nach Theresienstadt tauchte er aus Angst vor der eigenen Deportation als Jüdischer Mischling ersten Grades unter. Bei einem Bombenangriff am 12. Juni 1943 wurden die Werke Franz Monjaus und der größte Teil seines Ateliers in Düsseldorf zerstört. Franz und Mieke Monjau wohnten in Düsseldorf zuletzt in der Leopoldstraße 22. Letztendlich wurde Monjau durch eine Mitarbeiterin bei Custodis denunziert und im Oktober 1944 wegen „Verweigerung des deutschen Grußes“ verhaftet und in das StaPo-Gefängnis Ratingen in der Wiesenstraße eingeliefert. Im Januar 1945 wurde Franz Monjau in das KZ Buchenwald deportiert, in dessen Außenlager Ohrdruf (S III) er an den Folgen von Haft und Misshandlung am 28. Februar 1945 starb.
Auf dem südlichen Teil des Golzheimer Friedhofs wurde 1962 ein Gedenkstein für die Maler Franz Monjau, Julo Levin, Karl Schwesig und Peter Ludwigs aufgestellt. In Berlin stand Mieke Monjaus in enger Verbindung zu Levin, mit dem sie seit Mitte der 1930er Jahre eine enge Freundschaft verband. Vor Levins Deportation in 1943 übergab er Mieke Monjau seine eigenen Werke und die Sammlung der Zeichnungen jüdischer Kinder, welche noch bei ihm befindlich waren. Aus dem Nachlass Franz Monjaus und Julo Levin, sowie der Sammlung der Kinderzeichnungen, ging im Jahre 1998 die in Düsseldorf ansässige Stiftung Monjau/Levin hervor. In der Leopoldstraße 22 wurde Franz Monjau zu Gedenken ein Stolperstein verlegt.

## Werke (Auswahl)

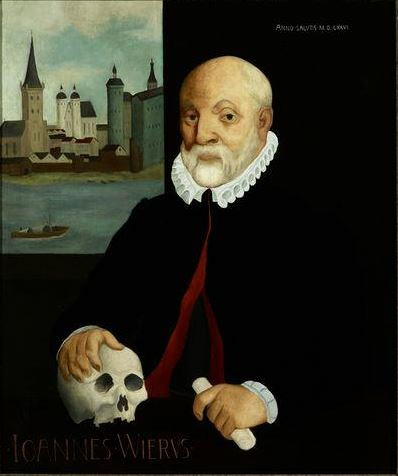
Joannes Wierus, 1925, Stadtmuseum Düsseldorf

- 1925: Bildnis Joannes Wierus (Johann Weyer), 90,5 × 75 cm, Öl auf Leinwand, Stadtmuseum Düsseldorf[7]
- 1928: Stillleben mit Gitarre, 50 × 65 cm, Öl auf Leinwand, Rheinisches Landesmuseum Bonn
- 1929: Drei Frauen im Garten, 70 × 55 cm, Öl auf Leinwand, Stadtmuseum Düsseldorf[8]
- 1929: Im Café, 81 × 65 cm, Öl auf Leinwand, Stadtmuseum Düsseldorf[9]
- 1929: Karneval (Der Künstler mit seiner Frau), 95 × 75 cm, Öl auf Leinwand, Stadtmuseum Düsseldorf[10]
- 1929: Schlafendes Paar, 46 × 54 cm, Öl auf Leinwand, Privatbesitz
- 1929: Südliche Landschaft, 41 × 65 cm, Öl auf Leinwand, Museum Kunstpalast, Düsseldorf
- 1940: Blick aus dem Atelier Leopoldstrasse im Schnee, 37 × 50 cm, Gouache, Stadtmuseum Düsseldorf

## Quelle
- Broschüre der Stiftung Gedenkstätten Buchenwald und Mittelbau-Dora von 2013 Künstler-Biografien